# 세로토레

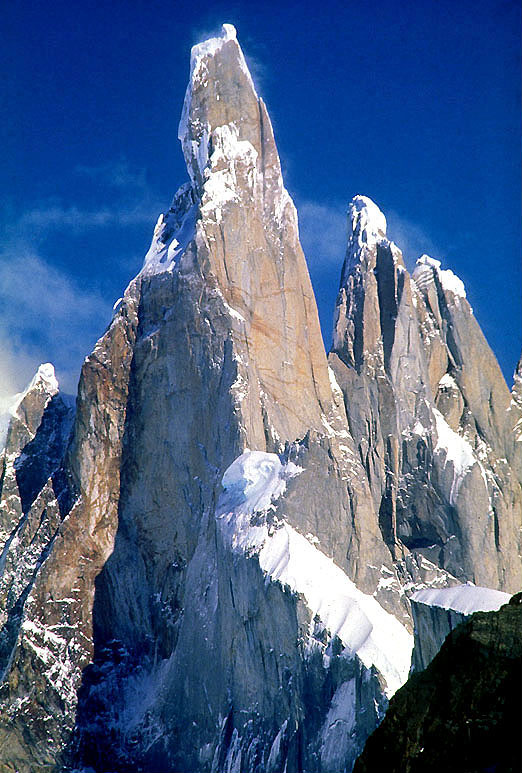
1987년 모습

세로토레(Cerro Torre)는 남미 남부 파타고니아 빙원의 산 중 하나이다. 피츠로이산(Cerro Chaltén) 서쪽의 아르헨티나와 칠레에 위치해 있다. 봉우리는 4개 산맥 중 가장 높다. 다른 봉우리는 토레 에거(Torre Egger, 2,685m(8,809ft)), 푼타 헤론(Punta Herron) 및 세로 스탄다르트(Cerro Standhardt)가 있다. 산 정상에는 끊임없이 강한 바람에 의해 형성된 빙빙 버섯이 종종 있어 실제 정상에 도달하기가 어렵다.